# 4087 Pärt
4087 Pärt là một tiểu hành tinh vành đai chính với chu kỳ quỹ đạo là 1172.7774125 ngày (3.21 năm).
Nó được phát hiện ngày 5 tháng 3 năm 1986.